# Erich Eppich
Friedrich Wilhelm Erich Eppich (* 25. November 1874 in Berlin; † im 20. Jahrhundert) war ein deutscher Beamter und Mitglied des Danziger Volkstages.

## Leben
Eppich besuchte ein Realgymnasium in Berlin und legte 1893 das Abitur ab. Er studierte Physik und Elektrotechnik, später Staatswissenschaften an der Technischen Universität Berlin und Breslau. Nach seiner Promotion zum Dr. phil. durch die Universität Breslau und dem bestandenen Staatsexamen für den höheren Telegraphendienst führten ihn seine beruflichen Stationen nach Oldenburg und Breslau. 1913 erfolgte Ernennung zum Bezirksaufsichtsbeamten in Danzig, 1920 zum Postrat und 1922 zum Oberpostrat sowie Dezernent für Telegrafen, Fernsprech- und Postwesen.
Von 1919 bis mindestens 1927 war er Vorsitzender der Volkshochschule Danzig.

## Politik
1921 rückte er für Fritz Wieler als Vertreter der DDP in den 1. Volkstag nach. Für die Periode des 2. Volkstages (1923/1927) wurde er regulär gewählt.

## Werke
- Die Philosophen Grundlagen der Nationalökonomie, Hrsg.: Dr. Alfred Werner, Philosophische Reihe Band 11,  Gebrüder Paetel Verlag, Berlin-Leipzig 1923
- Geld. Eine sozialpsychologische Studie. Rösl & Cie.,  München 1921.